# بهارات للبترول
بهارات بتروليوم كوربوريشن ليمتد هي شركة حكومية هندية تسيطر على شركة ماهاراشترا  للنفط والغاز مقرها في مومباي، ماهاراشترا. تدير الشركة مصفتين كبيرين للبلاد في كوتشي ومومباي . تعد الشركة ثاني أكبر شركة نفط في الهند ويتم تصنيفها في المرتبة 275 على قائمة فورتشن لأكبر الشركات في العالم اعتبارًا من عام 2019. احتلت المرتبة 672 في قائمة فوربس 2018.

## روابط خارجية
- الموقع الرسمي
- حجز بهارات للغاز نسخة محفوظة 29 سبتمبر 2017 على موقع واي باك مشين.
- بهارات للغاز نسخة محفوظة 29 سبتمبر 2017 على موقع واي باك مشين.
- بيانات الأعمال لـ Bharat Petroleum: رويترز نسخة محفوظة 5 مايو 2019 على موقع واي باك مشين. Google Finance BloombergQuint